# NGC 7537
NGC 7537 este o galaxie spirală situată în constelația Peștii. A fost descoperită în 1785 de către William Herschel. Se află la o distanță de 39,08 de megaparseci de Pământ.